# Дашковець
Дашковець — гірський потік в Україні у Стрийському районі Львівської області. Правий доплив річки Цигли (басейн Дністра).

## Опис
Довжина потоку приблизно 2,82 км, найкоротша відстань між витоком і гирлом — 2,59  км, коефіцієнт звивистості річки — 1,09 . Формується багатьма безіменними струмками.

## Розташування
Бере початок між горами Грунь (1168 м) та Буковинки Задні (1128 м). Тече переважно на південний захід і на південно-східній околиці села Либохора впадає у річку Циглу, праву притоку річки Опору.